# (2591) Dworetsky

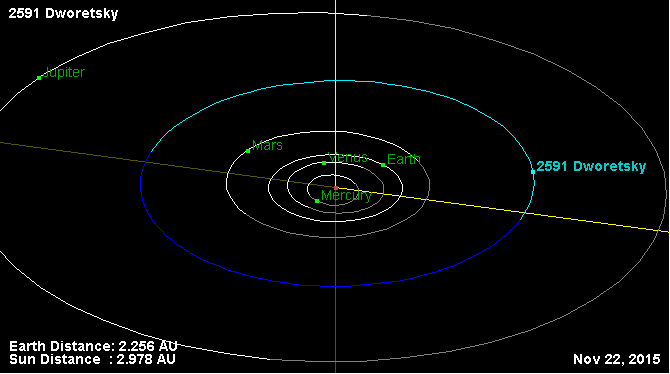
Órbita del asteroide Dworetsky

(2591) Dworetsky es un asteroide perteneciente al cinturón de asteroides, descubierto el 2 de agosto de 1949 por Karl Wilhelm Reinmuth desde el Observatorio de Heidelberg-Königstuhl, Alemania.

## Designación y nombre
Designado provisionalmente como 1949 PS. Fue nombrado Dworetsky en honor al astrónomo británico Michael M. Dworetsky.